# Wustrow, Vorpommern-Rügen
Wustrow trước đây là một làng đánh cá và bây giờ là một trung tâm du lịch tắm biển tại huyện Vorpommern-Rügen (trước thuộc huyện Nordvorpommern), bang Mecklenburg-Vorpommern, miền bắc nước Đức.
Wustrow nằm ở vùng Fischland giữa Biển Baltic và Saaler Bodden. 

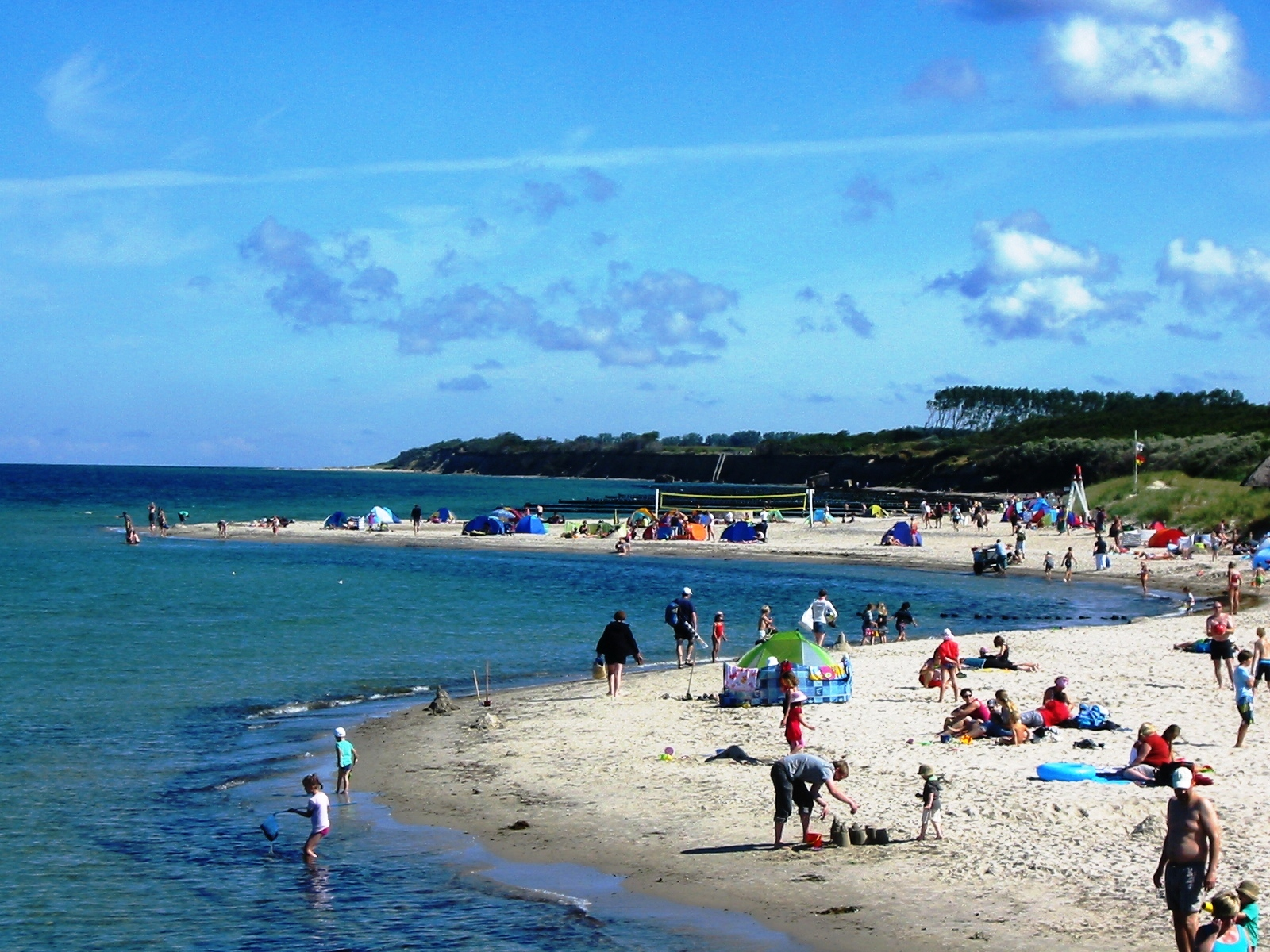
Bãi biển ở Wustrow, nằm trong bán đảo Fischland.